# Cesonia lacertosa
Cesonia lacertosa är en spindelart som beskrevs av Arthur M. Chickering 1949. Cesonia lacertosa ingår i släktet Cesonia och familjen plattbuksspindlar.
Artens utbredningsområde är Panama. Inga underarter finns listade i Catalogue of Life.